# Åke Lindman
Åke Leonard Lindman (n. 11 ianuarie 1928, Helsingfors, Finlanda – d. 3 martie 2009, Esbo, Finlanda), născut Åke Leonard Järvinen, a fost un fotbalist, ulterior regizor și actor finlandez.

## Filmografie selectivă

### Actor
- 1952 Renul alb (Valkoinen peura), regia Erik Blomberg
- 1955 Soldatul necunoscut (Tuntematon sotilas), regia Edvin Laine
- 1957 1918 (1918), regia T.J. Särkkä
- 1958 Doamna în negru (Damen i svart), regia Arne Mattsson
- 1961 Pojken i trädet, regia Arne Sucksdorff
- 1977 Telefon (Telefon), regia Don Siegel
- 1981 Roșii (Reds), regia Warren Beatty
- 1987 Lysande landning, regia Jonas Cornell
- 1988 Kråsnålen (serial TV)
- 1996 Vânătorii (Jägarna), regia Kjell Sundvall
- 1996 Yöjuna – Kalevi Wallin
- 1999 En liten julsaga, regia Åsa Sjöström și Mari Marten-Bias Wahlgren : Pekka
- 2003 Kohtalon kirja, regia Tommi Lepola și Tero Molin : Galagf (rol de film final)

### Regizor
- 1964 Make Like a Thief (co-regizor cu Richard Long și Palmer Thompson)
- 1999 Lapin kullan kimallus
- 2004 Framom främsta linjen
- 2007 Tali-Ihantala 1944